# Ђуро Бошковић
Ђуро Бошковић (Брчели, 6. фебруар 1914 — Београд, 2. мај 1945) је био правник, револуционар, учесник Народноослободилачке борбе и официр Одељења за заштиту народа (ОЗН). Посебно се истакао за време битке на Сутјесци, када је јављао Штабу да, иако су изгубили две трећине бораца, на њих рачунају као да су у пуном саставу.

## Биографија
Ђуро Ивов Бошковић рођен је 6. фебруара 1914. у селу Брчели, у Црмници, код Бара. Његов отац Иво радио је у САД, а он је са мајком и браћом остао у Југославији.

### Породица
Имао је два истакнута брата, Петра и Милa Бошковића. Народни херој Мило Бошковић убијен је 1944. у концентрационом логору Јасеновац.
Петар Бошковић (1931—2011) је био југословенски дипломата и амбасадор СФРЈ на Кипру.
Њихова сестра Бошковић Велика била је првоборац, партизанка Четврте пролетерске црногорске ударне бригаде.

### Револуционарни рад
Ђуро Бошковић је завршио основну школу и гимназију у Црној Гори. Као гимназијалац примљен је 1933. у чланство Комунистичке партије Југославије (КПЈ). Као комуниста, исте године истакао се за време штрајка гимназијалаца. У Београду је дипломирао на Правном факултету. Радио је као адвокатски приправник. По партијском задатку вратио се 1939. у Црну Гору. Био је ухапшен и спроведен најпре у Бар, затим у Београд, па онда у Велику Кикинду.

### У партизанима
Учесник је Народноослободилачке борбе одмах од почетка од Тринаестојулског устанка, 13. јула 1941. Четнички судови у Црној Гори објавили су списак 84 истакнута партизана, за којима је била расписана потерница и одређена уцена. Финансијска средства за уцену обезбедили су италијански окупатори. За Ђуром Бошковићем расписана је уцена од 25.000 лира, па је спадао међу 20 партизана са уценом веђом од 20.000 лира.
Јуна 1942. био је заменик политичког комесара 3. чете 1. ударног батаљона Ловћенског партизанског одреда. Ловћенски партизански одред ушао је у састав Четврте пролетерске црногорске ударне бригаде, а Ђуро је постављен за политичког комесара 1. чете 1. батаљона Четврте пролетерске црногорске ударне бригаде. Са њим је у истој чети била и његова сестра Бошковић Велика, рођена 1920. Заједно са бригадом прошао је многе борбе, а истакао се у бици на Мањачи, 18. и 19. септембра 1942, када се након успешно извршеног задатка своје чете упутио са јединицом у смеру где је био најјачи непријатељски отпор. Његова јединица поднела је тежиште борби.

#### Јуначка одбрана Врховног штаба на Сутјесци
У Другој далматинској бригади био је од новембра 1942. Посебно се истакао за време битке на Сутјесци. Био је тада политички комесар 2. батаљона Друге далматинске бригаде. Држали су важан положај на Горњим Барама, где су спречавали продор огромних немачких снага. Обилазио је борце, храбрио их и наглашавао да су иза њих рањеници и Врховни штаб НОВ и ПОЈ и да натраг не могу. Када их је остало само педесетак живих у целом батаљону, одлучили су да изгину, али да непријатеља не пропусте. Он и командант батаљона Бранко Мирковић јављали су 8. јуна 1943. Штабу бригаде да Немци надиру, да су изгубили две трећине људства, али да на њих рачунају као да су у пуном саставу. Та порука достојна античких грчких јунака у Термопилској бици, прослеђена је до Тита. У то време на Сутјесци су били угрожени рањеници, Тито и Врховни штаб, а они су својим јунаштвом спречили пробој великих немачких снага у долину Сутјеске. Јуначка порука да се на њих рачуна као да су у пуном саставу, иако су изгубили две трећине бораца помиње се и у 60−ој минути играног филма Сутјеска.

### Послератна каријера
На рад у Одељење за заштиту народа (ОЗН) ступио је фебруара 1945. У Београдску Озну ступили су тада млади и образовани проверени команданти и комесари. Спадао је међу пет најистакнутијих оперативаца београдске Озне. У Београду је у то време деловало још доста четничких и недићевских илегалаца. Покренуо је акцију хватања истакнутог четничког обавештајца и команданта. Четнички командант је намеравао да побегне из Београда авионом у време Првомајске прославе, очекујући слабију пажњу органа безбедности нове државе. Међутим, Озна је на време открила његове намере, па га је Ђуро Бошковић сачекао у заседи крај Старог аеродрома.
Ђуро Бошковић је 1. маја увече зауставио ауто са четницима, који су онда запуцали. У том пушкарању, тешко су рањени Бошковић и још један припадник Озне, Стјепан Фунарић. Четнике су касније током ноћи гањали и убили припадници служби безбедности. Тешко рањени Ђуро Бошковић превезен је у болницу, где је и преминуо 2. маја 1945. Сахрањен је у Алеји народних хероја на Новом гробљу у Београду.
Носилац је Партизанске споменице 1941.